# Abel Gance
Abel Gance (Parigi, 25 ottobre 1889 – Parigi, 10 novembre 1981) è stato un regista, sceneggiatore, attore, montatore e produttore cinematografico francese.
I suoi primi modelli furono David Wark Griffith e Thomas H. Ince; riuscì ad oltrepassare i limiti dell'espressionismo cinematografico; venne considerato un esponente dell'avanguardia; fu uno sperimentatore del montaggio, delle sovrimpressioni, della polivisione (film su triplice schermo) e un pioniere della stereofonia nel cinema sonoro.

## Biografia
(Steven Kramer e James Welsh, Abel Gance)

### L'infanzia e l'adolescenza
Le notizie sull'infanzia e l'adolescenza di Gance furono a lungo mistificate dallo stesso regista che, come accadde per Erich von Stroheim, che con Gance condivise anche una predilezione per i film eccessivamente lunghi e quindi un perenne conflitto con i produttori, si era inventato di sana pianta un passato e delle origini socialmente più elevate di quelle effettive. Solo all'inizio degli anni ottanta Roger Icart, già autore nel 1960 di un volume su Gance, rese noti i risultati delle sue successive ricerche che portarono a una riscrittura completa della prima parte della vita del regista francese.
Gance era figlio illegittimo di Abel Flamant, un ricco medico ebreo, e dell'operaia Françoise Perthon. Iscritto all'anagrafe con il cognome della madre, crebbe con i nonni materni nella cittadina industriale e mineraria di Commentry fino all'età di otto anni, quando raggiunse sua madre, appena sposatasi con l'autista e meccanico Adolphe Gance con cui conviveva da anni e che fin dal 1892 aveva dato il suo cognome al piccolo Abel, e si trasferì a Parigi per vivere con loro.
Abbandonata la scuola a quattordici anni, iniziò presto a calcare le scene teatrali. A diciotto anni ottenne un ingaggio per l'intera stagione al Théâtre du Parc di Bruxelles e qui divenne amico dell'attore Victor Francen e del poeta Blaise Cendrars.

### Gli esordi cinematografici
Nel 1909 cominciò a lavorare come attore e sceneggiatore cinematografico. L'anno successivo venne a sapere di essere malato di tubercolosi e, per combattere la malattia, si trasferì in campagna. Le disagiate condizioni economiche lo spinsero però, nel 1911, a tornare a Parigi dove il lavoro nel cinema gli consentì di guadagnare di che vivere.
A Parigi fondò, con l'aiuto di alcuni amici, una propria compagnia e diresse la sua prima pellicola, La Digue, un dramma in costume. Il suo secondo film, Il negro bianco (1912), affrontò il tema dei pregiudizi razziali, narrando la storia dei maltrattamenti subiti da un bambino di colore. Dopo il fallimento della sua casa di produzione, i pregiudizi di Gance nei confronti del cinema si rafforzarono e così tornò a dedicarsi soprattutto al teatro, ma la sua attività di autore fu bruscamente interrotta dallo scoppio della prima guerra mondiale.

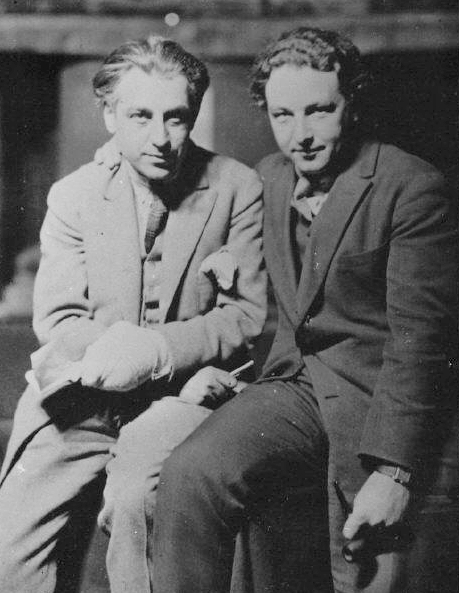
Abel Gance (a sinistra) con il musicista Arthur Honegger

Chiamato sul fronte come barelliere civile, venne a contatto con gli orrori della guerra e decise quindi di tornare nell'effimero mondo del cinema. Durante la guerra, infatti, Gance tornò nuovamente a fare cinema con pellicole come il cortometraggio La follia del dottor Tube, una strana commedia che ha come protagonista uno scienziato pazzo che inventa alcune sostanze che trasformano le sembianze delle persone. Per girarla, Gance fece ricorso all'uso di specchi deformanti. Il rifiuto di distribuirlo da parte del responsabile per la produzione rafforzò in Gance la convinzione circa la piattezza culturale del cinema e l'impossibilità di esprimersi artisticamente.
Nel suo diario definì il cinema «alfabeto per gli occhi stanchi di pensare». Nelle sue pellicole degli anni successivi non rinunciò però a introdurre accorgimenti tecnici innovativi come il montaggio ispirato a quello già impiegato negli Stati Uniti da David Wark Griffith e l'uso dei primi piani. Queste innovazioni tecniche finalmente accettate dai produttori e l'inserimento di elementi psicologici nelle sue nuove pellicole mutarono gradualmente la percezione che Gance aveva del cinema.
A partire dal 1917, l'interesse di Gance si incentrò sui drammi sociali, con pellicole come Il diritto alla vita e Desiderata (Mater Dolorosa), entrambe del 1917. La sua opera più interessante in questa fase è La decima sinfonia (1918), in cui un compositore sublima le sue sofferenze personali in una trascendentale opera d'arte. Dopo la fine della guerra, Gance girò Per la patria (1919), un durissimo atto d'accusa contro la carneficina organizzata che fu la prima guerra mondiale. Il film ottenne un enorme successo sia in Francia che all'estero. Nel 1921 si recò anche negli Stati Uniti per presentare la pellicola davanti a un pubblico di cui facevano parte anche Griffith e le sorelle Lillian e Dorothy Gish.
La successiva pellicola diretta da Gance, La rosa sulle rotaie, venne girata tra il 1919 e il 1920, ma verrà proiettata in pubblico solo nel 1923. Si tratta di una produzione monumentale (ben 32 bobine) che doveva essere proiettata in tre sessioni distinte e che narra la storia melodrammatica di un macchinista innamorato della propria figlia adottiva. L'interesse di questa opera, amata da registi come Jean Cocteau e Akira Kurosawa, risiede nel trattamento poetico che della vicenda fa il regista, che sviluppa metafore quali quella della vita intesa come un'eterna ruota (la traduzione letterale del titolo originale è appunto "la ruota").

### Napoleone
Dopo una strana commedia horror frutto della collaborazione con Max Linder, Max nel castello degli spettri, Gance diresse la sua opera più importante: Napoleone (1927), uno dei grandi classici del cinema muto. Gance impiegò due anni per la realizzazione di questa pellicola che narra la prima parte della biografia di Napoleone Bonaparte, dall'infanzia alla campagna d'Italia del 1796, e che doveva essere nelle intenzioni del regista il primo di sei lungometraggi sulla vita di Napoleone; un progetto che non fu mai portato a termine, nonostante Gance abbia poi girato altre pellicole sulla vita di Napoleone. Il cineasta francese non nasconde nel film la sua ammirazione per il personaggio, che raffigura come un leader idealista e visionario, sulla scia di scrittori romantici come Byron, Hugo, Heine, che avevano visto in Bonaparte l'incarnazione dello spirito rivoluzionario.
In Napoleone, Gance fece uso di un vasto campionario di innovazioni tecniche: una scena di inseguimento, ad esempio, venne girata con una camera situata sul dorso di un cavallo al galoppo; la scena iniziale del film - la battaglia delle palle di neve - fu girata con una camera a mano, tecnica del tutto inusuale per l'epoca; in questa scena vi sono riprese fatte con una cinepresa che scorreva su un filo che era quello del percorso delle palle di neve. Per le sequenze della tempesta in mare e la discussione nella Convenzione, la fece oscillare come un pendolo. E poi un uso del montaggio assolutamente innovativo che violava le convenzioni fino ad allora universalmente accettate. Nella parte finale il film fu girato per essere proiettato da tre proiettori su altrettanti schermi, a volte per ampliare l'angolo di visione (anticipando così di trent'anni il CinemaScope e il cinerama, altre per mostrare tre diverse sequenze con le tre pellicole che proprio sul finale virano verso il blu, il bianco e il rosso, i colori della bandiera francese.
Nonostante la prima all'Opera di Parigi fosse stata un vero trionfo, la lunghezza della pellicola (circa sei ore) e l'impossibilità per i cinema di proiettarlo sul triplice schermo provocarono la diffusione di numerose versioni variamente mutilate - negli Stati Uniti ne fu distribuita una di soli 72 minuti - che ben poco avevano a che fare con l'opera del regista e che, oltre a fruttargli una pessima critica, resero estremamente difficile il recupero di una versione che rispettasse l'impostazione originale.
Nel 2024 la Cinémathèque française, dopo un lavoro di restauro lungo e oneroso durato vent'anni, presenta in anteprima al Festival La Rochelle Cinéma (Fema) il Napoléon vu par Abel Gance. In contemporanea esce il libro omonimo scritto da Frédéric Bonnaud e Joël Daire edito da Éditions de la Table Ronde. Il film, dopo l'anteprima al Fema, è programmato in una trentina di sale cinematografiche e, scrive Cahiers du cinéma, è diventato il fenomeno cinefilo dell'estate.

### Il cinema sonoro
La carriera di Gance non si arrestò con l'arrivo del sonoro. Nel 1931 girò la sua prima opera sonora, La fin du monde, un film di fantascienza che però non ebbe molto successo. La pellicola narra di un astronomo, interpretato dallo stesso Gance, il quale scopre che una cometa sta per scontrarsi con la Terra. Nel 1934 Gance rimise le mani sulla sua opera principale: realizzò infatti una nuova versione di Napoleone, aggiungendovi i dialoghi e con un nuovo montaggio che comprendeva numerose scene girate per l'occasione. Anche in questa versione Gance si mostrò assolutamente innovativo, dotando la pellicola di un sistema sonoro stereofonico.
Un'opera importante di questo periodo è Cesare e Lucrezia Borgia (1935). Cesare Borgia è per Gance il contraltare ideale di Napoleone: un'insaziabile brama di potere, ma senza i nobili ideali rivoluzionari che caratterizzavano il generale corso descritto dal regista. Degno di nota è anche Un grande amore di Beethoven (1936), un'ulteriore incursione nel genere biografico, in cui ancora una volta Gance affrontò il tema del genio romantico. Nel 1938 girò una nuova versione del suo classico antimilitarista del 1919, J'accuse!. Per quanto utilizzi parte del metraggio del film precedente, si trattò in sostanza di una nuova pellicola, opportunamente distribuita alla vigilia della seconda guerra mondiale.
Gance riprese l'attività dopo un decennio di silenzio, lavorando anche per la televisione. Nella sua carriera successiva si distinguono soprattutto le sue ambiziose e sottovalutate produzioni La battaglia di Austerlitz (1960), sulla battaglia omonima, e Cyrano e d'Artagnan (1963). In seguito Gance diresse due pellicole di tema storico per la televisione francese, Marie Tudor (1966) e Valmy (1967). Vari suoi progetti non trovarono realizzazione: oltre alla sua saga non finita sulla biografia di Napoleone, si era proposto di girare una versione epica della vita di Cristo a cui avrebbe dato il nome di La Divine Tragédie (La Divina Tragedia), per la quale non trovò finanziamenti. Un altro progetto sulla vita di Cristoforo Colombo non poté essere realizzato a causa dello scoppio della seconda guerra mondiale.
Gance morì nel 1981 a Parigi, dove venne sepolto nel Cimitero d'Auteuil.

## Filmografia parziale

### Regista
- La Digue noto anche con il titolo di Pour sauver la Hollande (1911)
- Il negro bianco (Le Nègre blanc, 1912)
- La Pierre philosophe (1912)
- Ci son dei piedi sul soffitto (Il y a des pieds au plafond, 1912)
- La Masque d'horreur (1912)
- Seta e altri stracci (Strass et Compagnie, 1915)
- L'eroismo di Paddy (L'Héroïsme de Paddy, 1915)
- La follia del dottor Tube (La Folie du Docteur Tube), cortometraggio (1915)
- Il fiore delle rovine (La Fleur des ruines, 1915)
- L'enigma delle ore dieci (L'énigme de dix heures, 1915)
- Un dramma al castello d'Acre (Un drame au château d'Acre, 1915)
- Il periscopio (Le Périscope, 1916)
- Il pazzo della scogliera (Le Fou de la falaise, 1916)
- Fioritura (Fioritures, 1916)
- Quel che raccontano le onde (Ce que les flots racontent, 1916)
- I gas mortali (Les Gaz mortels, 1916)
- Il diritto alla vita (Le Droit à la vie, 1917)
- Desiderata (Mater dolorosa) (1917)
- Barbarossa (Barberousse, 1917)
- La zona della morte (La Zone de la mort, 1917) (film perduto)
- Ecce Homo noto anche come Le Soleil noir (1918)
- La decima sinfonia (La Dixième Symphonie, 1918)
- Per la patria (J'accuse!, 1919)
- La rosa sulle rotaie (La Roue, 1923)
- Max nel castello degli spettri (Au secours!), cortometraggio (1924)
- Napoleone (Napoléon, 1927)
- Marines et cristeaux, cortometraggio (1928)
- La fine del mondo (La Fin du monde, 1931); riedito come Paris after Dark (1934)
- Mater dolorosa (1932)
- Il padrone delle ferriere (Le Maître de forges), co-regia di Fernand Rivers (1933)
- Poliche (1934)
- La signora dalle camelie (La Dame aux camélias), co-regia di Fernand Rivers (1934)
- Napoléon Bonaparte (1935)
- Il romanzo di un giovane povero (Le Roman d'un jeune homme pauvre, 1935)
- Cesare e Lucrezia Borgia (Lucrèce Borgia, 1935)
- Un grande amore di Beethoven (1936)
- Ladro di donne (Le voleur de femmes) (1938)
- Io accuso (J'accuse!) (1938)
- Luisa (Louise) (1939)
- Venere cieca (Venus aveugle) (1941)
- La maschera sul cuore (Le capitaine Fracasse) (1942)
- La torre del piacere (La Tour de Nesle) (1955)
- La battaglia di Austerlitz (Austerlitz, 1960)
- Cyrano e D'Artagnan (Cyrano et d’Artagnan) (1963)
- Marie Tudor, film per la televisione (1966)
- Valmy, film per la televisione (1967)
- Bonaparte et la révolution (1971)

### Attore
- Il negro bianco (Le nègre blanc, 1912)
- Napoleone (Napoléon, 1927) nel ruolo di Louis Antoine de Saint-Just
- La caduta della casa Usher (1928) di Jean Epstein
- La fine del mondo (La fin du monde, 1931) nel ruolo di Jean Novalic

### Montaggio
- Per la patria (J'accuse!, 1919)
- La rosa sulle rotaie (La roue, 1923)
- Napoleone (Napoléon, 1927)
- Marines et cristeaux, cortometraggio (1928)

### Sceneggiatore
- La locanda rossa (L'Auberge rouge), regia di Camille de Morlhon (1910)